# Сигмен
Сигмен (болг. Сигмен) — село в Бургасской области Болгарии. Входит в состав общины Карнобат. Находится примерно в 6 км к северу от центра города Карнобат и примерно в 47 км к северо-западу от центра города Бургас. По данным переписи населения 2011 года, в селе  проживал 191 человек.

## Население
| Год     | 1934 | 1946 | 1956 | 1965 | 1975 | 1985 | 1992 | 2001 | 2011 |
| ------- | ---- | ---- | ---- | ---- | ---- | ---- | ---- | ---- | ---- |
| Жителей | 1107 | 1120 | 938  | 887  | 543  | 453  | 430  | 385  | 191  |

| Национальность | Человек | Процент |
| -------------- | ------- | ------- |
| болгары        | 103     | 92,79%  |
| цыгане         | 5       | 4,5%    |
| Всего ответов  | 111     |         |

|  |